# Église de la Nativité-de-Notre-Dame du Pavillon-Sainte-Julie
L'église de la Nativité-de-la-Vierge est une église située au Pavillon-Sainte-Julie, en France.

## Localisation
L'église est située sur la commune du Pavillon-Sainte-Julie, dans le département français de l'Aube.

## Historique
L'église paroissiale de la Nativité de la Sainte Vierge était une succursale de Saint-Lyé donc au Grand-doyenné de Troyes. Elle possède une nef du XIIe siècle et un transept et une abside du XVIe siècle. Bâtie sur une forme de croix latine, elle a une abside à cinq pans. Elle renferme plusieurs statues dont certaines sont classées. Des vitraux ornent les fenêtres comme un Arbre de Jess et un retable occupe le chœur. Quelques carreaux de pavement ornés subsistent au sol. Les murs extérieurs sont gravés de nombreux graffiti très anciens .

## Galerie d'images

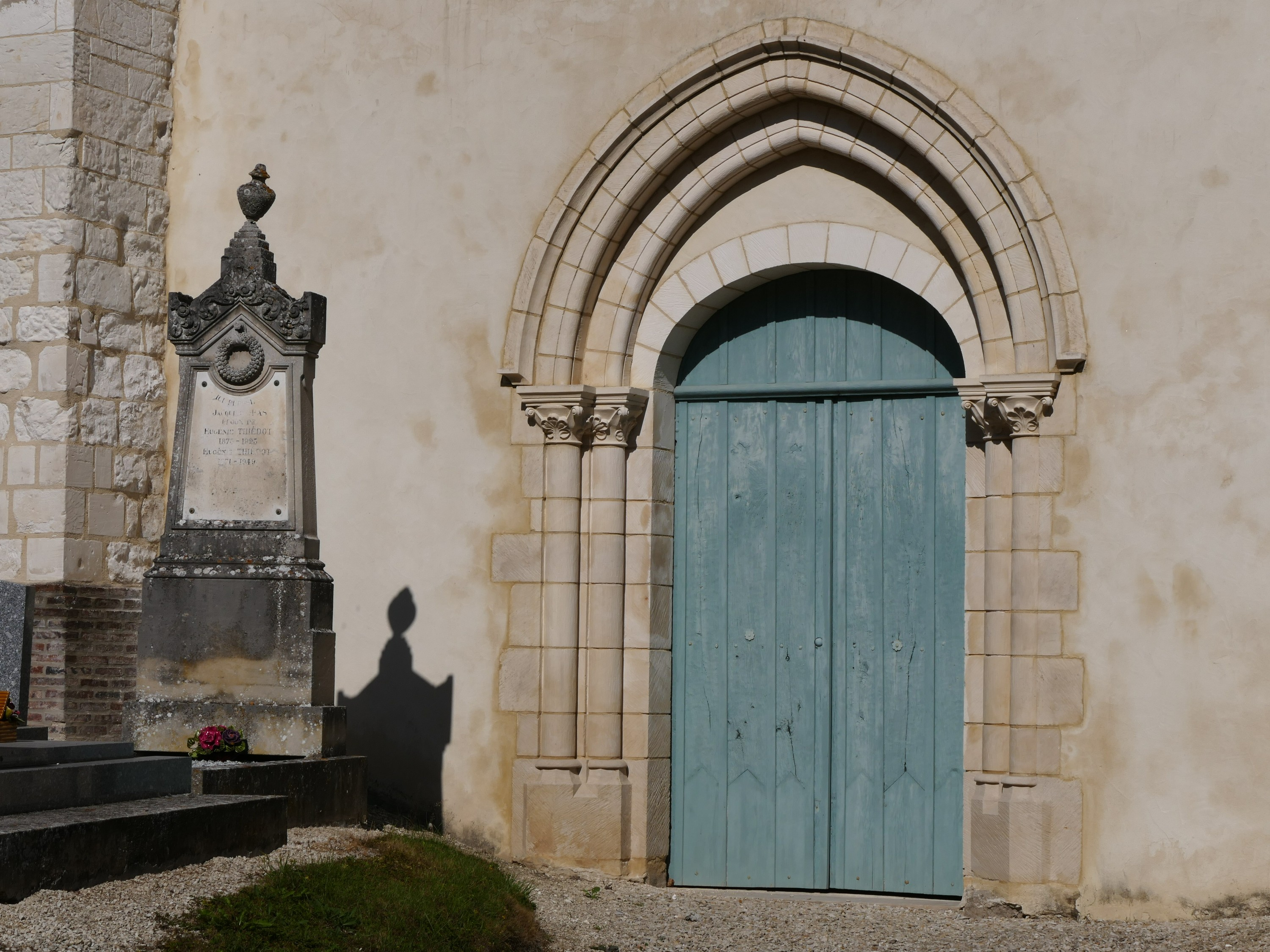
Portail.
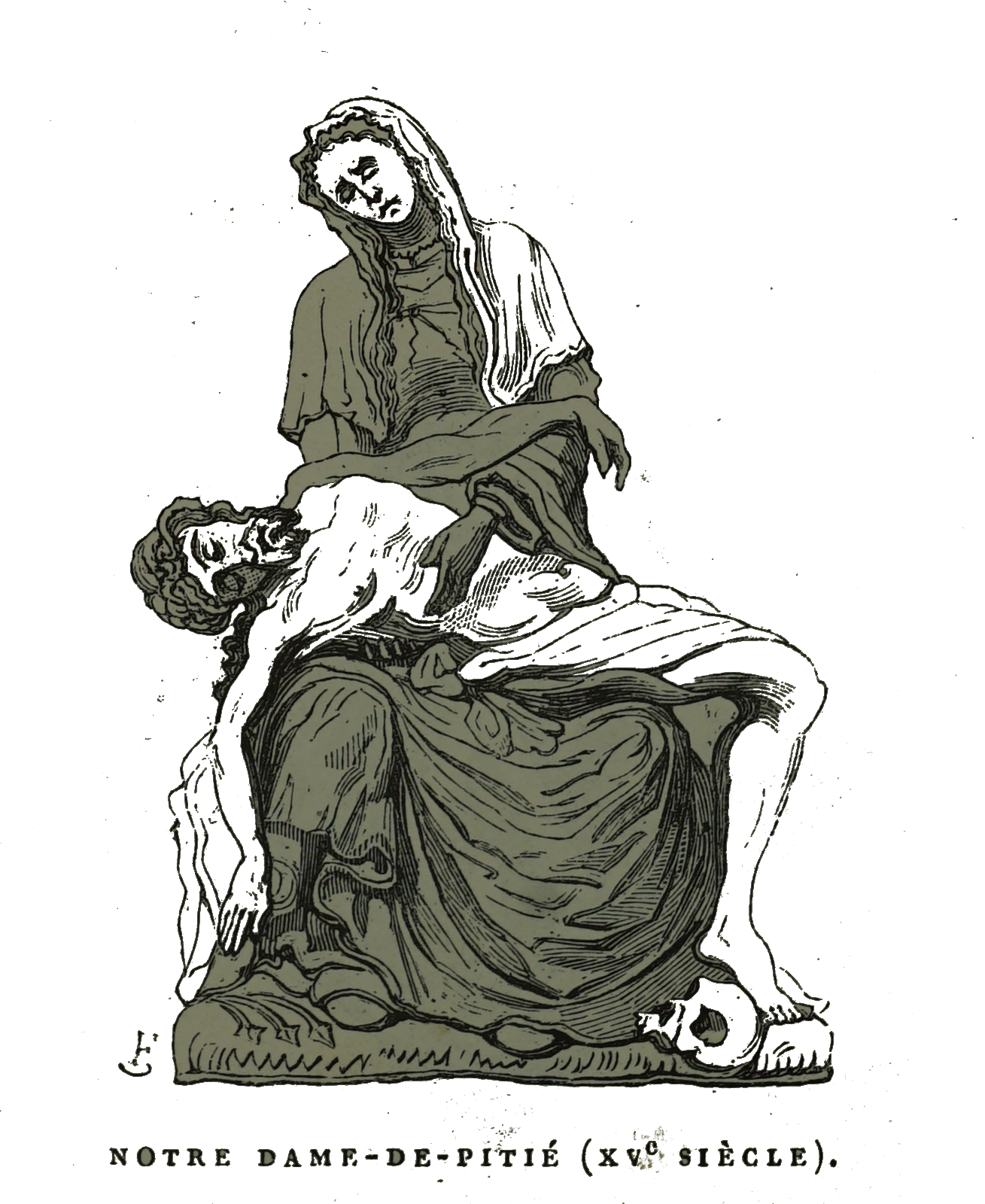
Pièta[4].
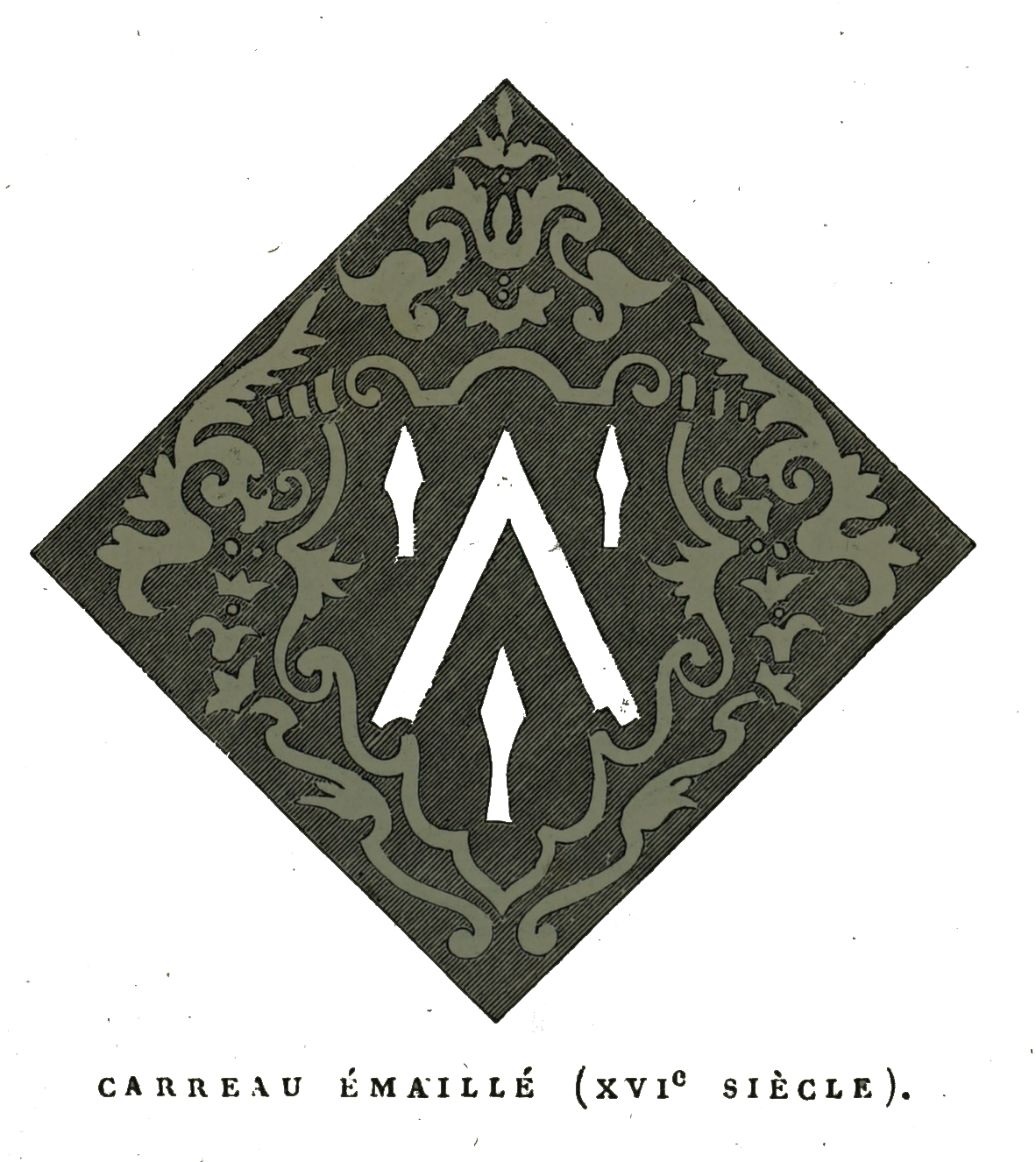
Carrelage[5].